# Onthophagus pauper
Onthophagus pauper là một loài bọ cánh cứng trong họ Bọ hung (Scarabaeidae).